# Rudolf Böhm (poslanec)
Rudolf Böhm (21. srpna 1891 Dolní Habartice – 28. února 1986 Würzburg) byl československý politik německé národnosti, meziválečný poslanec Národního shromáždění za Německý svaz zemědělců (Bund der Landwirte, BdL), později za Sudetoněmeckou stranu (SdP).

## Biografie
Mládí strávil na statku rodičů v Dolních Habarticích, který byl v držení roku od poloviny 17. století.
V parlamentních volbách v roce 1925 se stal poslancem Národního shromáždění a mandát obhájil ve všech následujících volbách, tedy v parlamentních volbách v roce 1929 i parlamentních volbách v roce 1935. V březnu 1938 přešel v důsledku splynutí Německého svazu zemědělců se Sudetoněmeckou stranou do poslaneckého klubu SdP. Mandát si podržel do října 1938, kdy přišel o poslanecké křeslo kvůli pomnichovským změnám hranic Československa.
Profesí byl rolník. Podle údajů z roku 1935 bydlel v Dolních Habarticích.